# جون إليس (سياسي بريطاني)
جون إليس (بالإنجليزية: John Ellis)‏ هو سياسي بريطاني، ولد في 22 أكتوبر 1930. حزبياً، نشط في حزب العمال. في الانتخابات العامة في المملكة المتحدة 1966 ‏، انتخب عضو البرلمان الرابع والأربعون للمملكة المتحدة عن دائرة شمال غرب بريستول (31 مارس 1966 – 29 مايو 1970) وفي الانتخابات العامة في المملكة المتحدة فبراير 1974 ‏، انتخب عضو البرلمان السادس والأربعون للمملكة المتحدة عن دائرة Brigg and Scunthorpe (UK Parliament constituency) ‏ خلال فترته النيابية ‏ (28 فبراير 1974 – 20 سبتمبر 1974) وفي الانتخابات العامة في المملكة المتحدة أكتوبر 1974 ‏، انتخب عضو البرلمان السابع والأربعون للمملكة المتحدة عن دائرة Brigg and Scunthorpe (UK Parliament constituency) ‏ خلال فترته النيابية ‏ (10 أكتوبر 1974 – 7 أبريل 1979).